# Suha (Bratunac)
Pour les articles homonymes, voir Suha.
Suha (en serbe cyrillique : Суха) est un village de Bosnie-Herzégovine. Il est situé dans la municipalité de Bratunac et dans la république serbe de Bosnie. Selon les premiers résultats du recensement bosnien de 2013, il compte 410 habitants.

## Démographie

### Répartition de la population (1991)
En 1991, le village comptait 988 habitants, répartis de la manière suivante :

### Communauté locale
En 1991, la communauté locale de Suha comptait 1 379 habitants, répartis de la manière suivante :